# Pro Wrestling El Dorado
Pro Wrestling El Dorado (プロレスリング・エルドラド Puroresuringu Eru Dorado?), también conocida como El Dorado Wrestling, fue una empresa de lucha libre profesional japonesa.
Creada por Noriaki Kawabata como la siguiente encarnación de la desaparecida Dragondoor, El Dorado Wrestling tuvo entre sus filas a una gran cantidad de luchadores del sistema Toryumon.

## Historia
Pro Wrestling El Dorado ~ The Next DOOR Project fue fundado en abril de 2006 por Noriaki Kawabata, un directivo despedido de Dragon Gate que había fundado su propia empresa, Dragondoor, junto con todos los restos de Toryumon. Tras el cierre de Dragondoor, Kawabata anunció que la nueva empresa, El Dorado, sería lanzada para sustituirla. Sin embargo, a diferencia de su anterior versión, los fundadores de El Dorado se declararon separados de los preceptos de Último Dragón, de modo similar a como Dragon Gate había hecho, ya que aseguraron que esta sería su forma de graduarse de Toryumon. El Dorado haría hincapié sobre todo en la participación del circuito independiente de Japón.
A diferencia del anterior -y fallido- argumento de Dragondoor, en el que el famoso grupo Aagan Iisou, dirigido por Shuji Kondo, era el bando heel, el inicio de El Dorado presentó una nueva storyline. En ella, Aagan Iisou -ahora corregido como un grupo face- competía con la nueva facción heel STONED, creada por Kagetora en Michinoku Pro Wrestling, para aclarar qué grupo reclutaría a Takuya Sugawara, un miembro de Iisou que había estrechado lazos con STONED en MPW y Pro Wrestling ZERO1. Entre tanto, Taiji Ishimori y sus aliados permanecieron como un grupo face neutral, ahora dotado de nuevos miembros y gimmicks, aunque sin la unidad que les había caracterizado en Dragondoor.
En abril de 2007, Sugawara traicionó a sus antiguos amigos de Aagan Iisou y expulsó a Kagetora de STONED para hacerse con su control, renombrando el equipo como Hell Demons y estableciéndose como el principal bando heel de El Dorado. Tras la disensión de Aagan Iisou, Shuji Kondo formó el grupo SUKIYAKI, mientras que Toru Owashi haría otro tanto liderando Animal Planets y YASSHI con Nanking Fucking Wrestling Team, debido a la orden de Noraki Kawabata de que todos los luchadores fuesen aglutinados en cuatro grupos. Sin embargo, estos grupos desaparecieron en 2008, cuando todos los antiguos miembros de Aagan Iisou dejaron la empresa, lo que generó problemas de dinero a El Dorado. Por ello, El Dorado comenzó a realizar programas conjuntos con Big Japan Pro Wrestling, abandonando el Korakuen Hall como escenario debido a no poder pagar la tarifa. Al final, ante la imposibilidad de continuar, El Dorado cerró en diciembre de 2008.
En 2009 la promoción fue revivida bajo el nombre de Secret Base, pero debido a que muchos de sus luchadores se encontraban ya en otras empresas, no consiguió tanto éxito como la anterior. Conservando alianzas con BJPW, Secret Base ha continuado produciendo programas pequeños hasta la actualidad.

## Campeonatos
| Campeonato                                  | Campeón actual                        | Ganado el               | Notas                                |
| ------------------------------------------- | ------------------------------------- | ----------------------- | ------------------------------------ |
| Independent Junior Heavyweight Championship | Ricky Fuji                            | 4 de noviembre de 2012  | Actualmente en Kaientai Dojo         |
| UWA World Tag Team Championship             | Ikuto Hidaka & Menso~re Oyaji         | 29 de noviembre de 2012 | Actualmente en Kohaku Wrestling Wars |
| UWA World Trios Championship                | HARASHIMA, Toru Owashi & Yukihito Abe | 26 de diciembre de 2010 | Inactivo                             |

## Torneos
A lo largo de la existencia de El Dorado, se estableció un sistema de torneos que serían celebrados cada año, pero las dificultades de la promoción hizo imposible esta regularidad, y ambos solos fueron celebrados una vez.

### Greatest Golden League
Greatest Golden League fue el principal torneo individual de El Dorado. Debido a la corta duración de la empresa, solo se realizó una edición, que fue ganada por Shuji Kondo en 2008.

### Treasure Hunters Tag Tournament
Treasure Hunters Tag Tournament fue el torneo en parejas de El Dorado. Su única edición fue ganada por Dick Togo & Shuji Kondo.

## Estudiantes de El Dorado Dojo
| Nombre         | Empresa actual          |
| -------------- | ----------------------- |
| Takeshi Sato   | Secret Base             |
| Shinko Yamada  | Secret Base             |
| Yohei Nakajima | Freelancer              |
| Masato Inaba   | Big Japan Pro Wrestling |